# Berth Nilsson
Berth Oskar Ingvar Nilsson, född 16 april 1957, är en svensk dirigent, violinist, festivalledare och tidigare operachef.
Berth Nilsson är utbildad vid Guildhall School of Music and Drama i London och Musikhögskolan i Malmö. Han har verkat som violinist och dirigent i olika orkestrar och ensembler. 1984 grundade han den internationella Lyckå Kammarmusik Festival i Blekinge, vars konstnärlige ledare och dirigent han varit sedan dess. Åren 2000–2008 var han ledare för operaverksamheten Opera i Ystad på Ystads teater. Han är också dirigent för Camerata Lyckensis och en aktiv kraft i Riksförbundet Unga Musikanter som ledare för dess ungdomsorkester StråkLandslaget.
År 2010 var han den förste mottagaren av Blekinge Läns Tidnings kulturpris för sitt arbete med Kammarmusikfestivalen.